# Regnmakaren (roman)
Regnmakaren (The Rainmaker) är en roman av John Grisham utgiven 1995. Boken filmatiserades 1997 av Francis Ford Coppola, se Regnmakaren (film, 1997).

## Handling
Rudy Baylor har pluggat till advokat i tre år. Han har blivit anställd på en advokatbyrå. Det är inte den största men den duger. Men lagom till han ska börja jobba där så köper stans största advokatbyrå upp den och Rudy sparkas innan han ens har börjat. Han letar desperat efter jobb och får anställning som assistent hos den berömde Johnatan Lake. Men där blir han också sparkad. Rudys kompis Prince pratar med sin advokat om det och Rudy börjar jobba på Mr Brusiers advokatbyrå. Men Prince och Brusier flyr från FBI. 
Rudy klarar advokatexamen och bildar en egen byrå. Han håller på med fallet Black mot Great Benefit, David mot Goliat. Försäkringsbolget Great Benefit nekar att betala ut försäkringspengar till Donny Ray, som är döende i leukemi. Bolaget har anlitat den legendariske advokaten Leo Drummond som inte förlorat något mål på 11 år. Det är inte mycket som talar för Rudy, men när han börjar nysta i målet så hittar han mer och mer intressant information som Great Benefit försöker dölja...